# Mustique Airport

i7
i11
i13
Der Mustique Airport (IATA-Code MQS, ICAO-Code TVSM) ist der Flugplatz der karibischen Insel Mustique (St. Vincent und die Grenadinen).  
Der Flugplatz liegt im Norden der Insel. Betrieben wird er privat von der Mustique Company. Er hat eine asphaltierte STOL-Landebahn mit einer versetzten Landeschwelle, wodurch die Auswahl der Flugzeugtypen, die landen dürfen, begrenzt ist.
Mustique Airways führt Flüge zum Grantley Adams International Airport auf der Nachbarinsel Barbados durch. SVG Air fliegt ebenfalls nach Barbados sowie zum Argyle International Airport auf St. Vincent und zum J. F. Mitchell Airport auf Bequia.